# Bouchavesnes-Bergen
Bouchavesnes-Bergen é uma comuna francesa na região administrativa de Altos da França, no departamento de Somme. Estende-se por uma área de 10,09 km². Em 2010 a comuna tinha 291 habitantes (densidade: 28,8 hab./km²).